# チャールズ・ロバーツ
チャールズ・Ｓ・ロバーツ（Charles Swann Roberts、1930年2月3日 - 2010年8月30日）は、アメリカ合衆国、メリーランド州ボルチモア出身のゲームデザイナー、実業家、鉄道研究家。1952年に、世界で初めて一般向けのウォー・シミュレーションゲームを開発したことで、「ボードウォーゲームの父」と呼ばれる。また、1954年に、それを販売する玩具会社、アバロンヒルを興した。同社売却後、複数の出版社の役職を歴任し、また米国では鉄道史家としても知られた。

## ボードウォーゲームの父
戦争をテーブルゲームとして楽しむ事は、古くから「将棋」や「チェス」が実現しており、また、19世紀には既にミニチュアゲームや軍隊用の兵棋演習が存在したが、抽象化されすぎていたり、逆にシステムが複雑すぎるものであった。ロバーツは、もっと手軽に実際の戦争をゲームとして再現できるものとして、1952年に、世界最初の商業用ウォーゲームTacticsを開発した。
このゲームのシステムは、現在のボード・ウォーシミュレーションゲームのほとんどに影響を与える画期的なものであり、例えば、ターン制、1ターンに複数の駒を同時に動かせる、盤上のグリッド、地形効果、戦闘結果表、ZOC（支配地域）などの要素がこのゲームによって初めて開発された。
1954年、ロバーツは「アバロン・ゲーム・カンパニー」というガレージメーカーを設立し、Tacticsを販売した。ロバーツの記憶によれば2千セットを完売し、30ドルの黒字か赤字だったという。これにより事業化の見込みがあると判断したロバーツは、本格的にゲーム販売に乗り出す事にした。

## アバロンヒル・ゲーム・カンパニー
1958年、ロバーツは新たに「アバロンヒル・ゲーム・カンパニー」を設立し、本格的にゲーム業界に参入した。初年度に発売したゲームは、先に発売したものの改訂版である"Tactics II"、1961年に控えていた南北戦争百周年を当て込んだ "Gettysburg"と、"Dispatcher"の3本であり、その後1963年までに、20本のゲームを販売した。特に"Gettysburg"は、最初のヒストリカル・ウォー・シミュレーションゲームと言われ、売上も好調だった。
しかし、1962年になって事業は失速する。ロバーツの言によると、1960年頃の不景気によるディスカウントストアの台頭など、玩具の流通経路が大きく変化したこと、TVCMの隆盛などを挙げているが、最も大きな原因は、ウォーゲームのホビーとしての将来性を読み違え、その分野へ集中投資しなかったことによる。先に挙げた20本のうち、ウォーゲームは半数に満たず、他はソーシャルゲームやファミリーゲームが占めていた。それらウォーゲーム以外の販売不振により債務超過に陥ったアバロンヒルは、1963年に債権者の一つであった印刷会社モナークサービスに買収され、ロバーツは会社を去った。

## その後
ロバーツはその後、ボルチモアの商社の出版部長を10年間務めたのち、バーナード＝ロバーツ商会という出版社の共同経営者として、主にカトリック向けの出版事業を手がけた。その傍ら、ペンシルバニアの鉄道の歴史について研究し、著書を出版している。
1975年、ボルチモアのゲームレイヤーが集まりオリジンというボードゲームのコンベンションが開催された。そこで表彰される最優秀ウォー・シミュレーションゲームの賞は、彼に敬意を表し「チャールズ・S・ロバーツ賞」と名付けられた。
2010年、ロバーツは肺気腫と肺炎の合併症で、80歳で亡くなった。

## 逸話
- ロバーツが開発したゲームシステムの一つに「戦闘結果表」(Combat Result Table=CRT)がある。攻撃側と防御側の戦力比とダイスの目により戦闘結果を導き出すというシステムだが、彼はこのシステムをわずか1時間で思いついたという。ところが、米国の戦略シンクタンクであるランド研究所も同様のシステムを数年掛かりで研究しており、ロバーツへの情報漏えいを疑ったという。ちなみにその際にロバーツは、ランド研究所が地図のグリッドに六角形のマスを使っているのを見て、さっそく自社のゲームにそれを取り入れた。これが現在ウォーゲムで一般的に使われる「ヘックス」となる[6]
- ロバーツは自らの業績について、「それまでになかったまったく新しいプレイ方法をもたらし」と自負した上で、「（そのために）潜在力のあるプレイヤーにそれを飲み込ませることは困難だった」とし、「ジェイムズ・ダニガンの輝かしい業績は、その基礎訓練を受けたプレイヤーがあったからこそ」と控えめに述懐している[7]。

## 作品リスト
ロバーツ自身がデザインしたものの他、デザインに関与したものも含む。カッコ内は日本発売時のタイトル。
- Tactics(1952)
- TacticsII(1958) 　「タクテクスⅡ」
- Gettysburg(1958)　「米国南北戦争」
- Dispatcher(1958)
- U-Boat(1959)
- Verdict(1959)
- Management(1960)
- Chancellorsville(1961)
- Civil War(1961)
- D-Day(1961)　「Ｄディ」
- Nieuchess(1961)
- Verdict II(1961)
- Bismarck(1962)　「戦艦ビスマルクの戦い」
- Stalingrad(1963)　「スターリングラード攻防戦」
- Afrika Korps(1964)　「ドイツアフリカ軍団」[※ 6]